# Tryb oznajmujący
Tryb oznajmujący, tryb orzekający (łac. indicativus) – podstawowy tryb gramatyczny w większości języków świata. Wyraża neutralny lub obiektywny stosunek mówiącego do podawanych faktów, jak również wskazuje, że użytkownik identyfikuje się z podawanymi przez niego faktami lub uważa je za bardzo prawdopodobne. 
W trybie oznajmującym podawane są informacje w mediach, jest podstawowym trybem narracji zarówno w języku mówionym, jak i pisanym. Tryb oznajmujący nie zawsze jest stwierdzeniem, gdyż używany jest w propagandzie i reklamie, aby odbiorca uwierzył, że tak naprawdę jest, na przykład Ten proszek pierze najlepiej. W mowie zależnej używa się go w celu obiektywnego przekazania czyjejś myśli. 
Przeciwieństwem trybu oznajmującego, w języku polskim, jest tryb przypuszczający, a w języku francuskim i niemieckim – tryb łączący.